# Almost Home (chanson de Mariah Carey)
Pour les articles homonymes, voir Almost Home.
Singles de
Triumphant (Get 'Em)
(2012) Beautiful
(2013)
Almost Home est une chanson de Mariah Carey, extraite de la bande originale du film Le Monde fantastique d'Oz. La chanson est écrite par Simone Porter, Justin Gray et Lindsey Ray, à la suite d'une commande de Disney. Mariah Carey ainsi que Tor Erik Hermansen et Mikkel Eriksen, du duo de producteurs Stargate, ajoutent des paroles et réarrangent l'instrumentalisation lors de l'enregistrement.
Le 6 février 2013, Walt Disney Pictures annonce que Mariah Carey a enregistrée la chanson Almost Home pour le film Le Monde fantastique d'Oz sorti le 13 mars 2013 en France. Le titre, coécrit et coproduit par Stargate, est disponible depuis le 19 février 2013 en téléchargement légal et bénéficie d'un vidéo-clip réalisé par David Lachapelle. La vidéo obtient un World Music Awards pour la meilleure vidéo de l'année.

## Composition
Le titre est d'un genre pop aux influences R&B, hip-hop avec une basse saturée.

## Clip vidéo
Le vidéoclip est réalisé par David Lachapelle. Il fut dévoilé sur la chaîne vidéo officielle de Mariah Carey, le jour de l'avant première du film, le 8 mars 2013. Dans ce clip, on y distingue Mariah Carey, seule dans un studio en train d'interpréter la chanson. Les scènes qui montre Mariah sont intégralement tournées en noir et blanc. Il y démontre aussi les scènes du film, tantôt en noir et blanc en 4/3 et tantôt en couleur et 16/9. De ce fait, le clip est à l'image du film : il se veut être une évolution de l'histoire par le biais du passage du noir et blanc à la couleur.
La vidéo obtient un World Music Awards pour la meilleure vidéo de l'année. Mariah Carey Almost Home vidéo officielle sur Youtube.com

## Récompense
La vidéo obtient un World Music Awards pour la meilleure vidéo de l'année.

## Format et liste des pistes
Téléchargement légal
1. Almost Home – 3:48

## Crédits et personnel
- Enregistrement – Roc The Mic Studios, New York
- Auteurs – Mariah Carey, Simone Porter, Justin Gray et Lindsey Ray, Tor Erik Hermansen et Mikkel Eriksen
- Production, instruments et programmation – Def Jam / Disney Music Group

## Classement hebdomadaire
| Classement (2013)                               | Meilleure position |
| ----------------------------------------------- | ------------------ |
| Belgique (Flandre Ultratop 50 Singles)          | 23                 |
| Belgique (Wallonie Ultratip 50)                 | 2                  |
| France (SNEP)                                   | 185                |
| Japon (Hot 100)                                 | 59                 |
| Japon (Adult Contemporary Airplay)              | 26                 |
| Liban (The Official Lebanese Top 20)            | 10                 |
| Corée du Sud (Gaon Chart)                       | 9                  |
| Espagne (PROMUSICAE)                            | 41                 |
| États-Unis (Bubbling Under R&B/Hip-Hop Singles) | 1                  |
| États-Unis (R&B Songs)                          | 18                 |
| États-Unis (Adult Contemporary)                 | 20                 |

## Historique de sortie
| Pays      | Date            | Format                 | Label  |
| --------- | --------------- | ---------------------- | ------ |
| Monde     | 19 février 2013 | Téléchargement digital | Island |
| Australie | 20 février 2013 | Radio diffusion        | Island |